# TACTIC
TACTIC是一款由多伦多公司Southpaw Technology开发的基于web框架的开源智能处理和数字资产管理程序。TACTIC被设计用来优化具有大量内容流量的繁忙生产环境，它主要将业务或工作流的逻辑应用于数据库整合和文件系统管理。利用数字资产管理，生产资产管理和工作流管理系统的原理，TACTIC通过追中生产渠道的方式来跟踪数字资产的创建和发展。TACTIC使用開源授權和商业授权两种授权方式来发布，它也经常被用于亚马逊云计算服务市场的托管云服务。

## 历史
TACTIC项目开始于2005年，当时它主要用于计算机图形的作业，提供管理生产中的数字文件的服务给视觉效果、电影、动画、後期製作和游戏制作的工作室。现在它的服务平台已经扩展到提供企业级的解决方案和协助市场营销团队、广告代理商、消費產品和運輸管控團隊等的管理文件，项目资源和工作流程。目前使用TACTIC服务的公司有愛迪達、特藝七彩、Transunion、Teague、Tegna、通用动力、宝洁、Bell Digital Media、北美日產汽車、Astral Media、育碧、布洛姆－福斯、上奇广告、洛克希德·马丁和Legend3D。
在3.8版之前，TACTIC只允许商业授权。直到2012年夏天，大卫·罗伊（David Lowe）上任CEO并与TACTIC项目主要领导兼Southpaw公司CTO伦科·诺特本紧跟着着紅帽公司，Acquia和Blender的脚步实现了TACTIC从闭源软件到开源软件的跨越。2012年4月20日，Southpaw发布了使用开放源代码促进会认证的开源协议Eclipse公共许可证来发布TACTIC开源版。从此，TACTIC可以自由下载下载，而它的开发公司Southpaw则专注于提供使用TACTIC定制的解决方案和专业支持的服务。根据CEO蒙代尔的说法TACTIC的通用性是Southpaw决定将其开源的重要因素：“每个公司都有它自己独特工作流程，但它们需要我们的产品来支撑它们的工作流程。”如今，TACTIC软件由其几千名来自开源社区的用户进行开发和维护。

## 主要特点

### Web框架
TACTIC有着一个基于Web平台和框架，用于为企业提供数据驱动的HTML5的应用。它使用分层绘图引擎将其自身包含的HTML5部件传输给浏览器。每个部件都封装了HTML，JavaScript，CSS和应用于服务端的python代码。一个部件可以包含其他的部件，并且还可以通过AJAX来进行动态加载。不仅如此，TACTIC还支持使用定制的部件和主题。利用标准的Web技术及TACTIC强大的资金管理与处理复杂数据模型的能力，TACTIC可以通过浏览器向任何设备传输提供企业级应用的程序。TACTIC还利用标准的Web技术。例如：HTML、CSS、AJAX等来使定制过程变得简单和容易。TACTIC提供一种嵌入式表达语言来简化对复杂数据模型的访问而无需构造大量的SQL语句。有评论说：TACTIC主要优势在于其强大的工作流程功能和适用于大量生产资产管理，特别是大型文件。它的特色有：灵活的数据模型，可视化的工作流程设计，强大的API连接和适用性极强的插件架构。

### 工作流程管理
TACTIC通过使用pipelines来组织工作流程，允许用户在工作流程中定义一连串的离散流程命令。在每个流程中，可以检入文件并对其进行版本控制，任务创建，添加注释和触发相应执行国产的事件。用户还可以配置工作流程来分配任意的元数据，发送通知并更新项目状态。TACTIC的触发系统允许将自定义的商业逻辑附加到系统中的任意事件，包括每次数据的更改还可以配置工作流程来分配任意的元数据，发送通知并更新项目状态。TACTIC的触发系统允许将自定义的商业逻辑附加到系统中的任意事件，包括每次数据的更改与文件检入。

### 文件系统管理
TACTIC采用了几项技术来管理文件系统：严格的文件命名规则，检入/检出或网关/数据管理和軟件版本號。首先TACTIC将所有的商务实体分割成資產进行管理。在TACTIC的世界中。用户处理资产，更具体地说，处理用以产出资产的工作流的某个步骤。系统用“可搜索的资产”（TACTIC中的专门术语“sTypes”）来对资产进行分类。系统的设置为用户提供了私有空间（“沙盒”）来完成他的工作。沙盒是TACTIC为用户提供的自由区域，用户可以在其中创建、管理文件。

### 数据管理
TACTIC的数据管理策略来自于它灵活的数据模型，該模型不對結構或文件類型做出任何假設。相反，TACTIC的框架适用于任何类型的文件，包括视频，音频，图形和企业内容。数据模型可以使用TACTIC进行构建也可以使用默认的数据模型。这个功能允许TACTIC为具有关键数据的旧系统提供更新web界面的功能。TACTIC并非依赖基于文件类型的分类，而是通过为项目定制整体模式来管理数据。每个模式都包含着可搜索数据的类型，每种类型代表着不同的类别或独立分类。这种体系很大程度上是是任意的，但也可以遵循优秀设计的数据库表。不仅如此，TACTIC可以做到在同一时间内跨平台访问多个数据库。它还可以查看不同来自不同数据库软件的数据库文件，包括Oracle数据库，MySQL，SQLite，PostgreSQL 和Microsoft SQL Server。并且能保证用户体验一致。
TACTIC内置的统一表达式语言简化了从数据库中提取数据的过程，使系统更容易运行。该语言提供了一个API，降低了SQL中每次查询重复关系中固有的复杂性。TACTIC的内置语言在复杂的企业数据模型中有很大的帮助。譬如处理数据导航表之间的深层关系以便对其进行检索和操纵。

## 支持的系统和环境
TACTIC几乎完全是使用Python语言来进行编写的，并且可以在大多数python支持的系统上运行，包括Microsoft Windows、MacOS以及各种类UNIX发行版（例如Ubuntu、CentOS、RHEL等）。TACTIC是使用Python编写的最大项目之一，总共有198949行代码。

## 參看
- 项目管理软件的比较
- Web框架的比较